# IU Весов
IU Весов (лат. IU Librae), HD 138764 — одиночная переменная звезда в созвездии Весов на расстоянии приблизительно 374 световых лет (около 115 парсеков) от Солнца. Видимая звёздная величина звезды — от +5,16m до +5,11m.

## Характеристики
IU Весов — бело-голубая пульсирующая переменная звезда (LPB) спектрального класса B8V или B6IV. Эффективная температура — около 13646 К.